# کاستل جورجو
کاستل جیورجیو (به ایتالیایی: Castel Giorgio) یک شهرک و کومونه در ایتالیا است که در استان ترانی واقع شده‌است. کاستل جیورجیو ۴۲٫۳ کیلومتر مربع مساحت و ۲٬۱۶۰ نفر جمعیت دارد و ۵۵۹ متر بالاتر از سطح دریا واقع شده‌است.